# 伊萨加利·沙里波夫
伊萨加利·沙里波维奇·沙里波夫（俄语：Исагали Шарипович Шарипов，1905年1月2日（格里历：1月15日）—1976年2月23日），哈萨克族，苏联党和国家领导人。曾任东哈萨克斯坦州州长、哈萨克苏维埃社会主义共和国人民委员会（部长会议）副主席、哈萨克苏维埃社会主义共和国人民委员会常驻苏联人民委员会代表、哈萨克苏维埃社会主义共和国最高苏维埃主席团主席等职。

## 生平
- 1905年1月2日（格里历：1月15日）出生于沙俄阿斯特拉罕省瓦塔日诺耶镇多尔戈村的一个渔民家庭。11岁起辍学开始工作。
- 1920年-1924年，阿斯特拉罕省多尔戈村村委会的书记、副主席。
- 1924年-1925年，阿斯特拉罕省党校学习。
- 1925年-1926年，共青团阿斯特拉罕省阅览室主任兼多林沃洛斯特地区团委书记。1926年加入联共（布）。
- 1926年-1928年，联共（布）阿斯特拉罕省委宣传员。
- 1928年-1929年，联共（布）阿斯特拉罕省委哈萨克支部执行书记。
- 1929年-1932年，莫斯科斯大林东方共产主义工人大学学习。
- 1932年-1934年，共青团普赫塔-阿拉尔国营农场宣传部长。
- 1934年-1936年，联共（布）阿克莫拉州拉高等农业学院党支部书记、苏共党史系主任。
- 1936年-1937年，塞米巴拉金斯克高级共产主义农业学院副校长。
- 1937年-1938年，哈共（布）东哈萨克斯坦州委宣传鼓动部部长。
- 1938年-1939年，东哈萨克斯坦州州长。
- 1939年1月-1953年3月，哈萨克苏维埃社会主义共和国人民委员会（部长会议）副主席。期间，1941年-1945年，哈萨克苏维埃社会主义共和国人民委员会常驻苏联人民委员会代表。
- 1953年3月-1954年，阿拉木图市市长。
- 1954年-1956年，哈萨克苏维埃社会主义共和国工会委员会主席。
- 1956年-1959年，哈萨克苏维埃社会主义共和国部长会议常驻苏联部长会议代表。
- 1959年，哈萨克苏维埃社会主义共和国部长会议常驻苏联部长会议副代表。
- 1959年-1961年，哈萨克苏维埃社会主义共和国部长会议常驻苏联部长会议代表。
- 1961年1月-1965年4月，哈萨克苏维埃社会主义共和国最高苏维埃主席团主席。
- 1965年4月起退休。
- 1976年2月23日于莫斯科逝世，享年71岁。

沙里波夫是苏共20、22大代表，第22届中央审计委员，第6届苏联最高苏维埃民族院代表，第2-6届哈萨克苏维埃社会主义共和国最高苏维埃代表。

## 荣誉
- 一级卫国战争勋章
- 两次劳动红旗勋章
- 荣誉勋章